# Ilha Grande de Chiloé

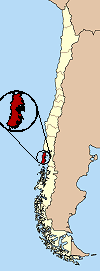
Localização da Ilha Grande de Chiloé

A Ilha Chiloé (em castelhano:  Isla de Chiloé ou Isla Grande de Chiloé) é uma ilha do Oceano Pacífico, a quinta maior em tamanho da América do Sul ao largo da costa do Chile. Fica na Região de Los Lagos e é a maior do Arquipélago Chiloé. 
A localidade de maior importância é Castro.